# Галка даурська

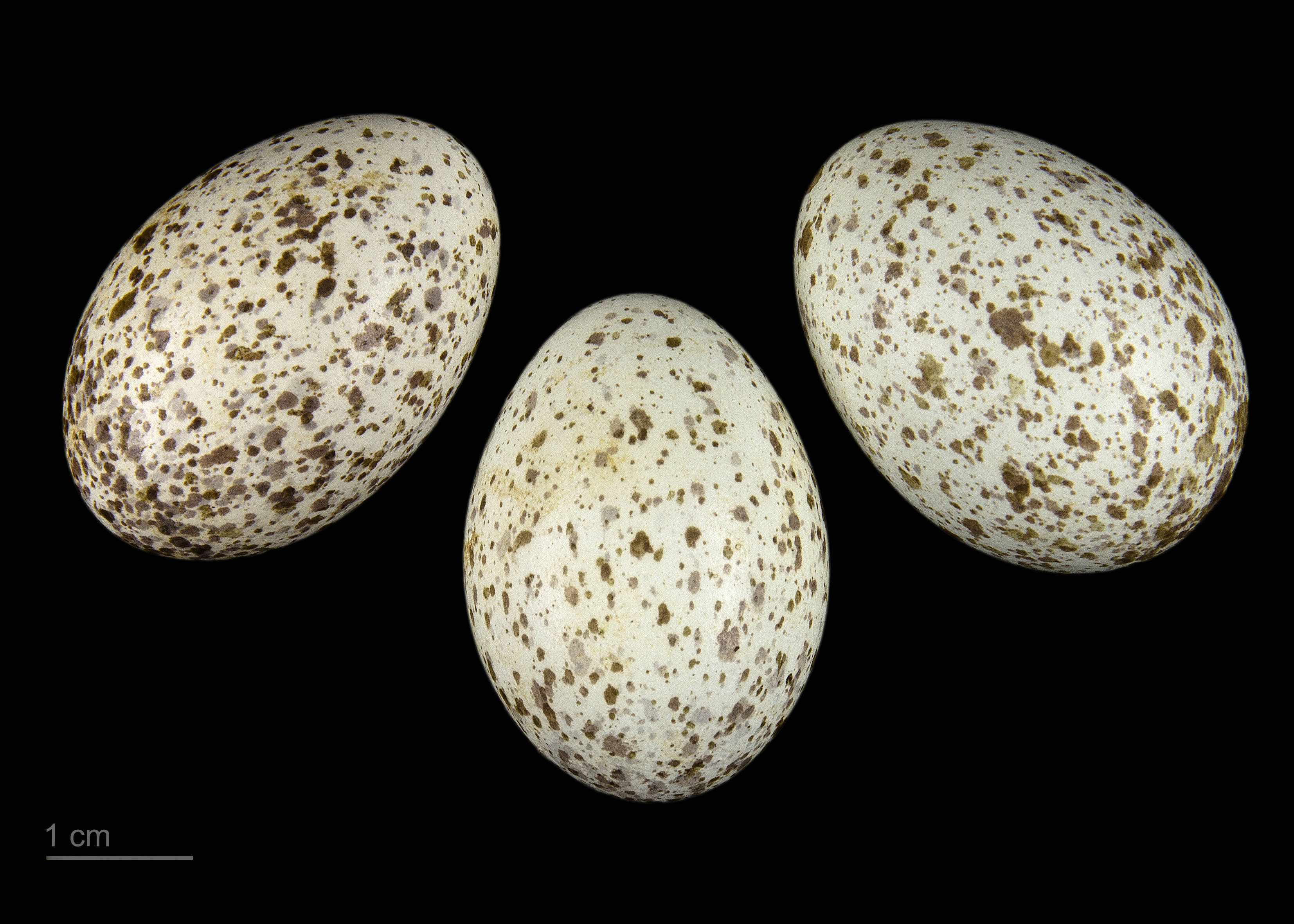
яйце Coloeus dauuricus - Тулузький музей

Галка даурська (Corvus dauuricus) — вид горобцеподібних птахів роду крук (Corvus) родини воронових (Corvidae). Синонім: Coloeus dauuricus.

## Опис
Довжина 33, 34 см, розмах крил 67—74 см. Вага самиць 175—235 гр, самців 185—235 гр. Малий чорно-білий (чи блідо-сірий) птах з деякою варіативністю забарвлення. Голова, горло, крила, і хвіст блискуче-чорні. Дзьоб короткий, вузький, чорний; очі чорні.

## Стиль життя
Дуже соціальний і часто зустрічається разом з граками на сільгоспземлях, частіше рисових полях з розміщеними неподалік деревами для гніздування й спочинку. Їжа включає в себе зерно культивованих рослин, комахи, ягоди, яйця, падло. Гніздиться на деревах, якщо відповідні порожнини не були знайдений, однак надає перевагу дуплам дерев, кам'янистим отворам і зруйнованим будівлям. Яйця такі ж, як в галки.

## Середовище проживання
Країни поширення: Китай; Японія; Корейська Народно-Демократична Республіка; Республіка Корея; Монголія; Російська Федерація; Тайвань. Поширений від південного Сибіру до півдня Китаю. На півночі свого ареалу мігрує на південь протягом зими. Невеликі групи населення зимують на Корейському півострові, в Японії. Птах іноді залітає на о. Тайвань. Населяє рідколісся, річкові долини, відкриті пагорби і гори.